# Штейнберг, Яков Владимирович
Я́ков Влади́мирович (Ву́льфович) Ште́йнберг (30 января 1880, Двинск — 4 февраля 1942, Ленинград) — российский и советский фотохудожник, мастер репортажной и портретной фотографии, педагог. Автор фоторепортажей о Первой мировой войне, Февральской и Октябрьской революциях 1917 года, фотопортретов известных деятелей искусства и политики.

## Биография и творчество

### Дореволюционный период
Родился в 1880 году в Двинске, в семье фотографа, владельца фотоателье Вульфа Мовшевича (Владимира Моисеевича) Штейнберга (1842—?), уроженца местечка Куркли Вилькомирского уезда Ковенской губернии, и Рохли-Леи Симоновны Штейнберг (1852—?), родом из Вилькомира. Его старшие братья Хирш (1877) и Симон (1873) также стали фотографами. Семья жила в собственном доме на улице Владимирской (угол Дворянской), № 23—41 (в этом же доме располагалось их фотоателье). У отца были также фотоателье в Режице и Себеже. Окончил шесть классов, в 1897—1900 годах изучал искусство фотографии. Работал «фотографом по найму» в фотоателье Рафаила Иосифовича Салитана в Полтаве на улице Кобелякской, № 11, и Шмуля Хаимовича (Семёна Акимовича) Горельникова в Одессе в доме Хакаловской на Дерибасовской улице, № 21. Дебютировал в печати как фоторепортёр в 1902 году, снимал бытовую хронику. В 1908 году с семьёй переехал в Петербург, где в 1912—1917 годах года работал в фотоателье Хацкеля Абелевича (Александра Адольфовича) Оцупа (1878—1920) на углу Литейного проспекта и Бассейной улицы, жил в Эртелевом переулке, дом № 3. С 1913 года работал в иллюстрированном журнале «Солнце России», публиковал сюжетные снимки, запечатлевшие сцены из жизни города («На катке» и другие), быт помещичьих усадеб.
Выступал также как автор фотопортретов деятелей искусства и других известных современников, им выполнены портреты певицы Л. Я. Липковской и балерины Т. П. Карсавиной, художников Б. М. Кустодиева и А. Н. Бенуа, авиатора С. И. Уточкина и других.
В годы Первой мировой войны Штейнберг делал фронтовые фоторепортажи, сотрудничал с журналом «Огонёк». В 1914—1917 годах мастерская фотохудожника находилась в Эртелевом переулке, 3.

### Годы революции и Гражданской войны
В 1917 году Штейнберг зафиксировал хронику событий Февральской и Октябрьской революций в Петрограде — уличные беспорядки, забастовки, шествия, демонстрации и пр. В числе запечатлённых им исторических событий 1917-го — похороны жертв Февральской революции на Марсовом поле (23 марта), первое заседание I Всероссийского съезда Советов рабочих и солдатских депутатов в зале Таврического дворца (3 июня), собрание делегатов фабрично-заводских комитетов в Смольном (октябрь), им сделаны снимки: «Виды комнат и залов Зимнего дворца после штурма» (26 октября), «Разгром помещения Петроградского комитета РСДРП(б) во дворце Кшесинской» (июль), «Патруль красногвардейцев на улице Петрограда греется у костра» (октябрь), «Пикет Красной гвардии проверяет пропуска у входа в Смольный» (27 октября), «Вид Владимирского военного училища после артобстрела» (1 ноября) и др.

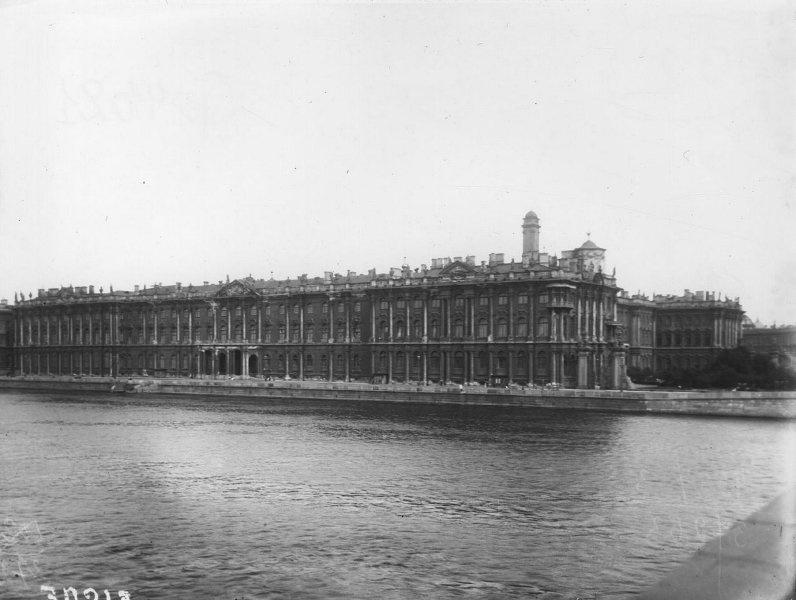
Зимний дворец. 1914
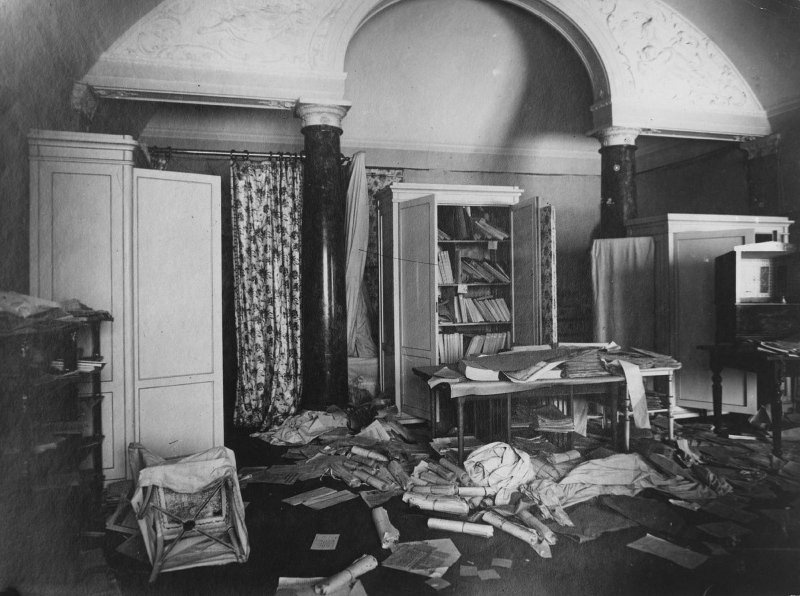
Комната в Зимнем дворце после штурма. 8 ноября (26 октября) 1917
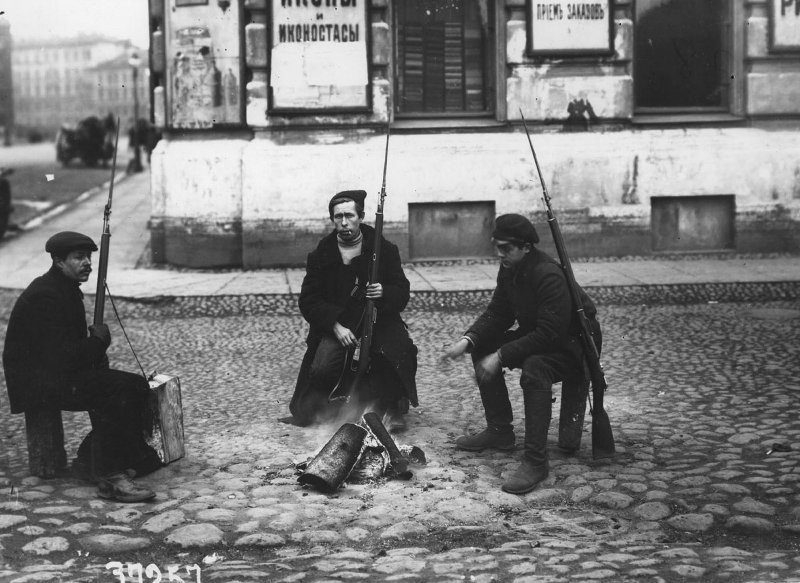
Патруль красногвардейцев на улице Петрограда греется у костра. Октябрь 1917
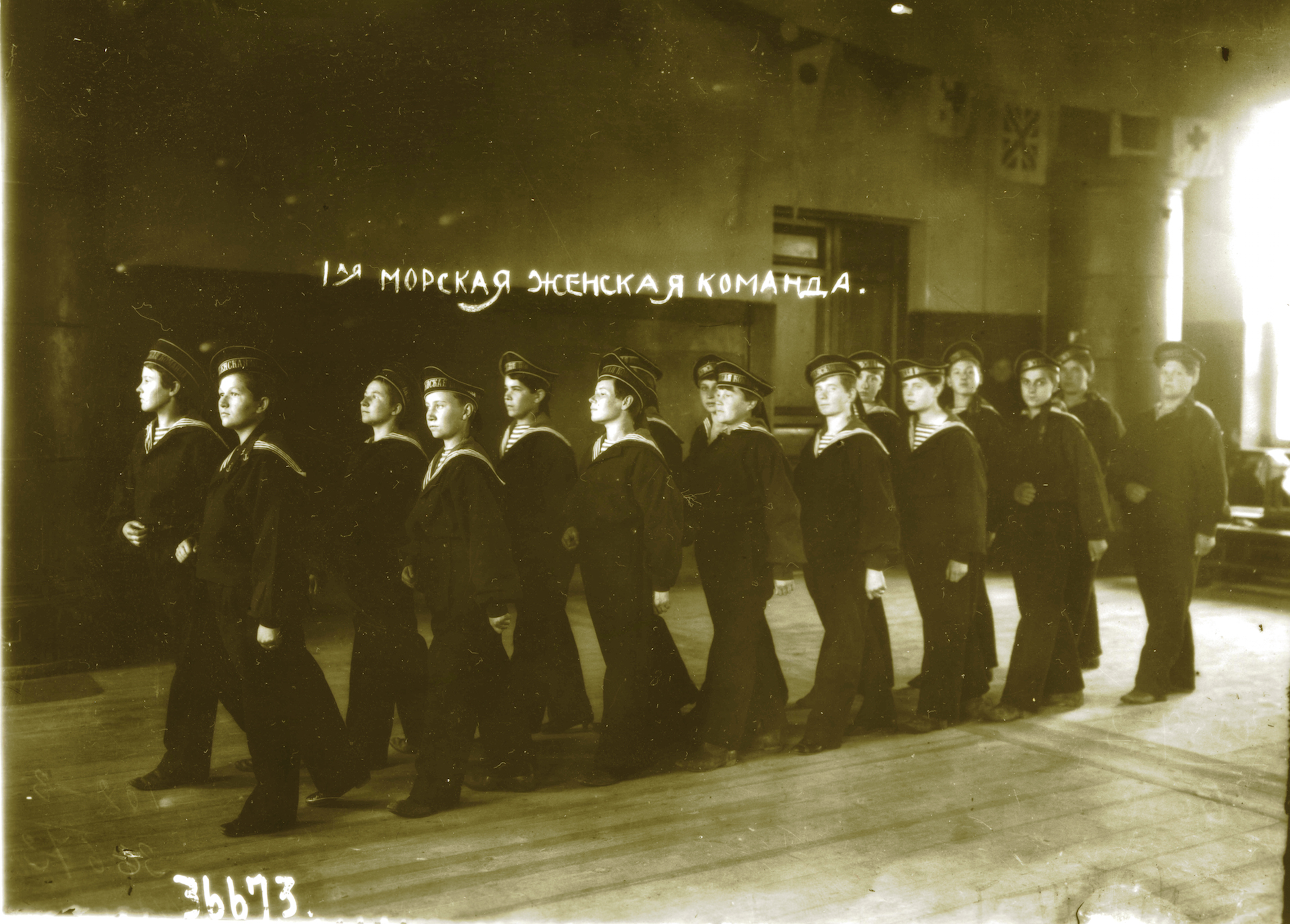
Матросы Первой морской женской команды. Август 1917

В годы Гражданской войны снимал фоторепортажи, связанные с Красной армией, — запись в её ряды добровольцев («Рабочие-добровольцы направляются в Смольный», «Первые наборы Красной армии в 1918 г.» и др.), раненых в лазаретах, митинги. В 1918 году им запечатлены первое празднование 1 мая в Петрограде, постановка пьесы А. В. Луначарского «Власть» в Латышском коммунистическом театре, первые советские памятники (К. Марксу, Н. А. Добролюбову, Г. Гейне, Т. Шевченко, Н. Г. Чернышевскому). В июле 1918-го был командирован в Москву для съёмок V Всероссийского съезда Советов. Сотрудничал с журналами «Пламя» и «Юные пролетарии».
Штейнбергом выполнены фотопортреты деятелей революции В. Володарского, М. С. Урицкого, А. В. Луначарского, Г. В. Плеханова, первого переводчика «Капитала» Г. А. Лопатина и др. В 1919 году фотограф был командирован на Урал, под Нарву и Двинск, снимал на фронтах Гражданской войны, сделал серию репортажей о подготовке Красной армии к борьбе с армией генерала Н. Н. Юденича. В марте этого года дважды запечатлел вождя революции В. И. Ленина (на I Конгрессе Коминтерна и на похоронах наркома путей сообщения М. Т. Елизарова).

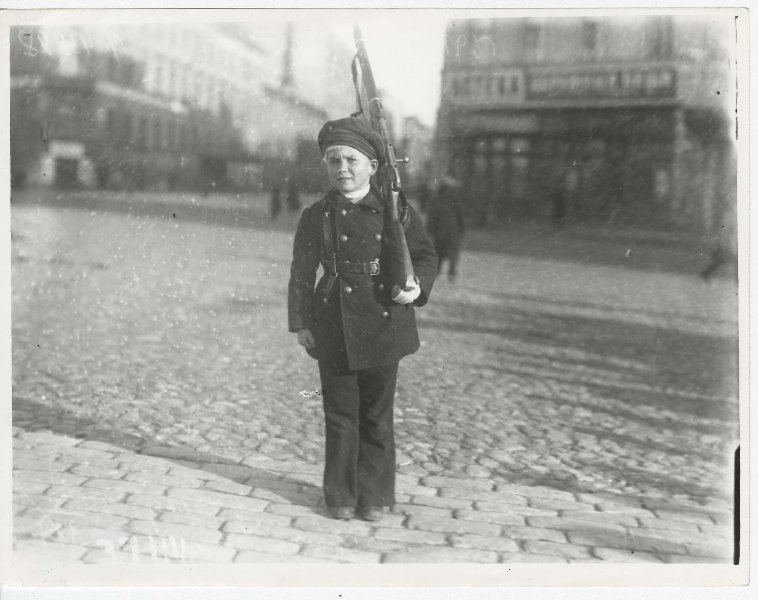
Юный защитник Петрограда. 1919

### Советский период
В 1920—1924 годах служил заведующим фотолабораторией Петрогубкоммуны, объектами съёмок фотографа было находящееся в ведении коммуны имущество — хлебозаводы, пекарни, молочные фермы и связанные сюжеты: «маршрутные поезда за хлебом, продотряды, картофельные и огородные компании».
В 1923 году организовал Общество художественной и технической фотографии в Петрограде, стал его председателем. В 1924 году 300 работ Штейнберга экспонировались на фотовыставке в залах Академии художеств. Экспозиция под названием «День за днём» представляла задокументированную фотографом хронику событий 1917 года в Петрограде. В 1928 году 12 работ художника на историко-революционную тему были представлены на выставке «Советская фотография за 10 лет», проходившей в Москве, в помещении бывшего Музея Красной Армии на Воздвиженке.
Сотрудничал в качестве фотокорреспондента с газетами «Труд», «Красная газета», журналами «Огонёк», «Петроградская правда», «Предприятие», выполнял фотозадания Петроградского областного обкома партии и Петроградского Совета. В 1923—1925 годах руководил фотографическим кружком повторных курсов среднего комсостава, занимался преподаванием. С 1926 по февраль 1935 года был заведующим фотолабораторией Музея революции.
В 1935 году фотограф передал 6286 негативов, охватывающих период с 1912 по 1928 год, в Ленинградский государственный архив кинофотофонодокументов.
В 1935—1937 годах Штейнберг заведовал фотолабораторией Ленинградского военно-механического института, с 1938 года до конца жизни работал во Всероссийской Академии художеств в должности старшего фотомеханика.
Яков Штейнберг умер от истощения в 1942 году, в блокаду Ленинграда. Был похоронен в общей могиле на Смоленском кладбище, позднее прах перезахоронен на Пискарёвском кладбище.

## Наследие и оценки
Отмечая мастерство исполнения работ Якова Штейнберга, с ранних лет стремившегося «преодолеть каноны ремесленной съёмки и видеть натуру глазами художника», историк фотоискусства и фотожуpналистики Л. Ф. Волков-Ланнит указывает, что фотограф стал автором «самой подробной фотодокументации событий Октября», происходивших в Петрограде. По оценке историка, творческий почерк Штейнберга отличало то, что мастер избегал постановочной съёмки и выискивал «интересные факты», «умел добиваться композиционной законченности кадра и обращать конкретный факт в обобщённый образ»:

Долголетний опыт хроникальной съёмки научил его ценить значение детали, усиливающей достоверность сюжета. Документалист владел тем самым «чуть-чуть», которое избавляет патетику от напыщенности, а лаконизм от схематичности.
Наследие Якова Штейнберга, переданное фотографом государству, хранится в Центральном государственном архиве кинофотофонодокументов.

## Личная жизнь
- Жена — Софья Яковлевна Уолль (Волль).
  - Дочь — Ольга Яковлевна Штейнберг (1906—1993), режиссёр.